# 筵付
筵付（むしろつき）は、中世日本において徴収された付加税の一種。筵付米（むしろつきまい）とも呼ばれている。なお、『国史大辞典』の「筵付米」の項目では、本来は筵付とは別の付加税であった筵払の解説と混同して行われているため注意を要する。

## 概要
筵米は荘園制の下で年貢徴収の際に年貢米の計量を行う際の経費・手数料として荘官・沙汰人に与えられた得分であり、筵払と違って初期の頃より定量化されていた。通常は斗別賦課であったが、荘園によっては段別や人別に徴収されていた例もある。鎌倉時代には口米・員米とともに本来の年貢に付加された税として徴税された。この時期の大田文には、筵付と筵払が別の付加税として扱われていたことを示すものがあるが、中世後期に入ると両者の区別が曖昧になり、筵払のことを指して筵付とも呼ぶようになった（後世における混同の背景にはこのことが影響している）。また、この時期になると、米などの商業取引の際に手数料として代官などに納める米のことも筵付と呼ばれるようになった。